# إليزابيث مارغريت شاندلير
إليزابيث مارغريت شاندلير (بالإنجليزية: Elizabeth Margaret Chandler)‏ هي مقالاتية وكاتِبة وشاعرة أمريكية، ولدت في 24 ديسمبر 1807 في ويلمنغتون في الولايات المتحدة، وتوفيت في 2 نوفمبر 1834 في ميشيغان في الولايات المتحدة.